# جاکومو فری
جاکومو فری (انگلیسی: Giacomo Ferri؛ زادهٔ ۲۰ ژانویهٔ ۱۹۵۹) بازیکن فوتبال اهل ایتالیا است.
از باشگاه‌هایی که در آن بازی کرده‌است می‌توان به باشگاه فوتبال رجینا، باشگاه فوتبال آ.ث. کرما ۱۹۰۸، باشگاه فوتبال تورینو، و باشگاه فوتبال لچه اشاره کرد.